# Conus rattus
Conus rattus é uma espécie de gastrópode do gênero Conus, pertencente à família Conidae.

## Ligações externas

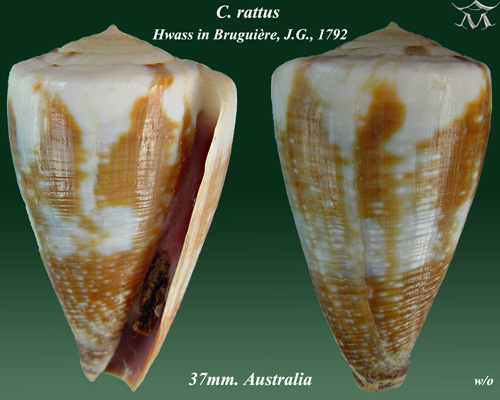
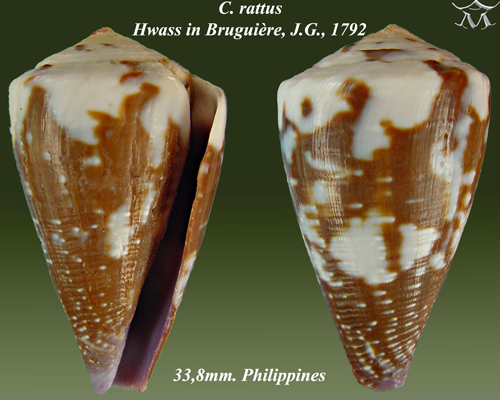
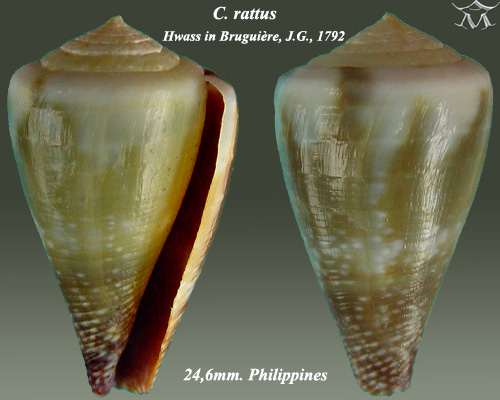
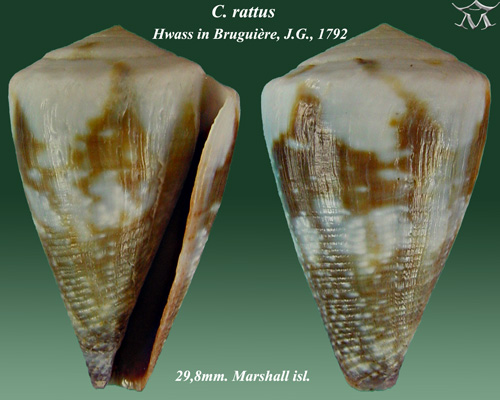
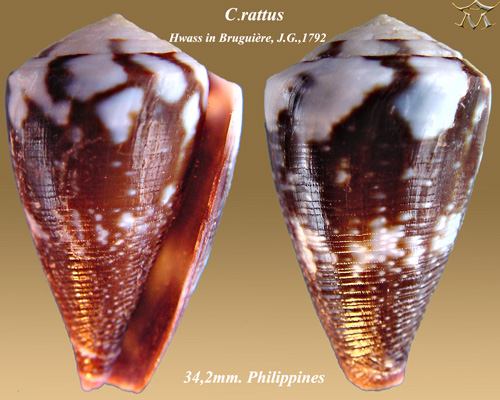
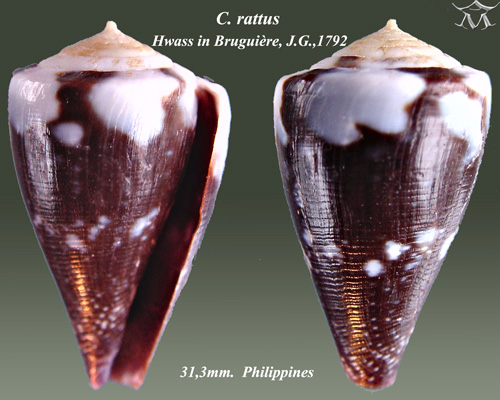